# Skollagen
Skollag (2010:800) är en svensk lag som styr det som gäller skolväsendet, vissa särskilda utbildningsformer, och annan pedagogisk verksamhet som bedrivs istället för utbildning inom skolväsendet. Skolväsendet består av förskola, förskoleklass, grundskola, anpassad grundskola specialskola, sameskola, gymnasieskola, anpassad gymnasieskola kommunal vuxenutbildning, anpassad utbildning för vuxna, och utbildning i svenska för invandrare. Skollagen omfattar även fritidshem.
Sedan skollagen 2010 infördes den 1 juli 2011 har personer med autism inte längre rätt att gå i anpassad grundskola (då kallad grundsärskola), om de inte har en betydande begåvningsnedsättning.

## Innehåll
Skollagen gemensamma bestämmelser för alla skolformer om bland annat trygghet och studiero, elevernas utveckling mot målen, kränkande behandling och skolplikt. Därefter kommer kapitel med specifika bestämmelser för respektive skolform. Skollagen avslutas med bestämmelser om bland annat tillsyn och överklagande.

### Religiös värdegrund utan religiösa inslag
Skollagen säger att undervisningen i skolan ska fostra både enligt "den etik som förvaltats av kristen tradition och västerländsk humanism". Samtidigt ska skolan vara ickekonfessionell. Det innebär att obligatoriska inslag av bön, välsignelse eller trosbekännelse inte får förekomma på lektioner eller skolavslutningar. Religiösa sångtexter hindras inte av detta, och inte heller att rastandaktsgrupper träffas i skolans lokaler, eller att friskolor har konfessionell inriktning.

## Historia
Förra skollagen var från 1985 och hade under årens lopp ändrats vid mer än ett sjuttiotal gånger. Ett större arbete påbörjades 1999 när en utredning 1999 års skollagskommitté tillsattes under ledning av Ulf P. Lundgren för att ta fram ett förslag till en mer modern skollag. Utredningens förslag Skollag för kvalitet och likvärdighet (SOU 2002:121) presenterades i december 2002 och därefter påbörjades arbetet med att ta fram ett nytt skollagsförslag. 
Den dåvarande socialdemokratiska regeringen presenterade under 2005 ett förslag till ny skollag. Men förhandlingarna med samarbetspartierna Vänsterpartiet och Miljöpartiet havererade och förslaget sköts upp till efter riksdagsvalet 2006.
Regeringen Reinfeldt presenterade den 15 juni 2009 ett förslag till ny skollag. 
Regeringen hade under 2006 meddelat att ett förslag till ny skollag skulle presenteras under våren 2008. Under 1 juli 2011 trädde skollagen 2010:800 in.

## Utdrag ur lagen
Paragraf ur 1 kap. Inledande bestämmelser som kan vara till nytta för den som är berörd av denna lag.
| ” | Syftet med utbildningen inom skolväsendet 4 § Utbildningen inom skolväsendet syftar till att barn och elever ska inhämta och utveckla kunskaper och värden. Den ska främja alla barns och elevers utveckling och lärande samt en livslång lust att lära. Utbildningen ska också förmedla och förankra respekt för de mänskliga rättigheterna och de grundläggande demokratiska värderingar som det svenska samhället vilar på. I utbildningen ska hänsyn tas till barns och elevers olika behov. Barn och elever ska ges stöd och stimulans så att de utvecklas så långt som möjligt. En strävan ska vara att uppväga skillnader i barnens och elevernas förutsättningar att tillgodogöra sig utbildningen. Utbildningen syftar också till att i samarbete med hemmen främja barns och elevers allsidiga personliga utveckling till aktiva, kreativa, kompetenta och ansvarskännande individer och medborgare. | „ |

Paragraf ur 15 kap. Allmänna bestämmelser om gymnasieskolan som kan vara till nytta för den som är elev där eller har barn som går där.
| ” | Utbildningens syfte 2 § Gymnasieskolan ska ge en god grund för yrkesverksamhet och fortsatta studier samt för personlig utveckling och ett aktivt deltagande i samhällslivet. Utbildningen ska utformas så att den främjar social gemenskap och utvecklar elevernas förmåga att självständigt och tillsammans med andra tillägna sig, fördjupa och tillämpa kunskaper. Utbildningen i gymnasieskolan ska i huvudsak bygga på de kunskaper eleverna fått i grundskolan eller i motsvarande utbildning. | „ |